# 1369
- Wikisource

| Calendário gregoriano                                                        | 1369 MCCCLXIX                                         |
| Ab urbe condita                                                              | 2122                                                  |
| Calendário arménio                                                           | 818 – 819                                             |
| Calendário bahá'í                                                            | -475 – -474                                           |
| Calendário budista                                                           | 1913                                                  |
| Calendário chinês                                                            | 4065 – 4066 Início a 8 de fevereiro (aproximadamente) |
| Calendário copta                                                             | 1085 – 1086                                           |
| Calendário etíope                                                            | 1361 – 1362                                           |
| Calendários hindus - Vikram Samvat - Calendário nacional indiano - Cáli Iuga | 1424 – 1425 1290 – 1291 4469 – 4470                   |
| Calendário Holoceno                                                          | 11369                                                 |
| Calendário islâmico                                                          | 770 – 771                                             |
| Calendário judaico                                                           | 5129 – 5130                                           |
| Calendário persa                                                             | 747 – 748                                             |
| Calendário rúnico                                                            | 1619                                                  |
| Calendário solar tailandês                                                   | 1912                                                  |

1369 (MCCCLXIX, na numeração romana) foi um ano comum do século XIV do Calendário Juliano e a sua letra dominical foi G (52 semanas), teve início numa segunda-feira e terminou também numa segunda-feira.
| Ano completo                         |
| ------------------------------------ |
| Ano comum com início à segunda-feira |

## Eventos
- Coroação do rei Fernando I de Portugal.

## Nascimentos
- ?? - Nasceu, no Reino da Boémia, Jan Hus, teólogo, filósofo, professor universitário, reitor da Universidade de Praga e reformador religioso (m. excomungado e queimado vivo em 1415).